# Polšeče
Polšeče este o localitate din comuna Bloke, Slovenia, cu o populație de 9 locuitori.